# Enfield (londýnský obvod)
Londýnská městská část Enfield, oficiální název London Borough of Enfield, je městský obvod na severu Londýna, který je součástí Vnějšího Londýna.
Městská část vznikla v roce 1965 a zahrnuje bývalé municipální obvody Enfield, Southgate a Edmonton. Sloučeny byly i jednotlivé výsostné znaky obvodů. Enfield byl původně obchodním městem na okraji lesa asi den cesty na sever od Londýna. Růstem Londýna se stal jeho předměstím spojeným s centrem rychlým dopravním spojením.

## Historie
V době římské nadvlády byl Enfield spojen s Londiniem velkou římskou silnicí Ermine Street, která vedla až do Yorku. Artefakty nalezené kolem roku 1900 odhalily, že existovalo římské osídlení v oblasti dnešního Edmontonu a  Bush Hill Parku.
Je zaznamenáno, že v roce 790 daroval král Offa půdu v oblasti Edmontonu opatství St Albans. Toto území získalo strategický význam, když byla Východní Anglie obsazena Dány. V období kolem roku 790 zde bylo spojenci krále Alfréda Velikého vybudováno opevnění pro udržení Dánů na jih od řeky Lea.
Po vítězství Normanů byly Enfield i Edmonton uvedeny v pozemkové knize (Domesday Book). V obou částech se nacházel kostel, Enfield měl 400 obyvatel a Edmonton 300. Zalesněná část byla využívána pro lov zvířat, pro Enfield měla ve středověku zásadní význam. Bohatí londýňané přicházeli do Enfieldu nejprve na hon a později si zde stavěli své domy. V roce 1303 král Eduard I. udělil Enfieldu povolení konat každý týden trh. Tato tradice trvá až do současnosti.
Enfield má i dlouhou historii zbrojní výroby pro britskou armádu. V letech 1804 až 1988 zde existovala továrna Royal Small Arms Factory. Například puška Lee-Enfield byla od roku 1889 standardem v Britské armádě používaným ještě po druhé světové válce.

## Současnost
Centrum Enfieldu prošlo velkou rekonstrukcí, která byla dokončena v roce 2006. Bylo vybudováno velké rozšíření obchodního centra PalaceXchange. Velká část života v Enfieldu se koncentruje kolem silnice A10, kolem níž je soustředěno mnoho malých obchodů, nočních klubů a především kin, která lákají návštěvníky z dalekého okolí.

## Obvody městské části
- Bulls Cross
- Bush Hill Park
- Cockfosters
- Edmonton
- Enfield Lock
- Enfield Town
- Enfield Chase
- Grange Park
- Hadley Wood
- Lower Edmonton London N9
- New Southgate London N11
- Oakwood
- Palmers Green London N13
- Southgate London N14
- Upper Edmonton London N18
- Winchmore Hill London N21